# Guerre commerciale entre la Corée du Sud et le Japon
La guerre commerciale entre la Corée du Sud et le Japon (anglais : 2019 Japan–South Korea trade dispute, coréen : 한일 무역분쟁, japonais : 日韓経済戦争), est une dispute commerciale entre la Corée du Sud et le Japon, à la suite de la décision du gouvernement japonais de resserrer ses exportations vers la Corée du Sud depuis le 1er juillet 2019.

## Histoire

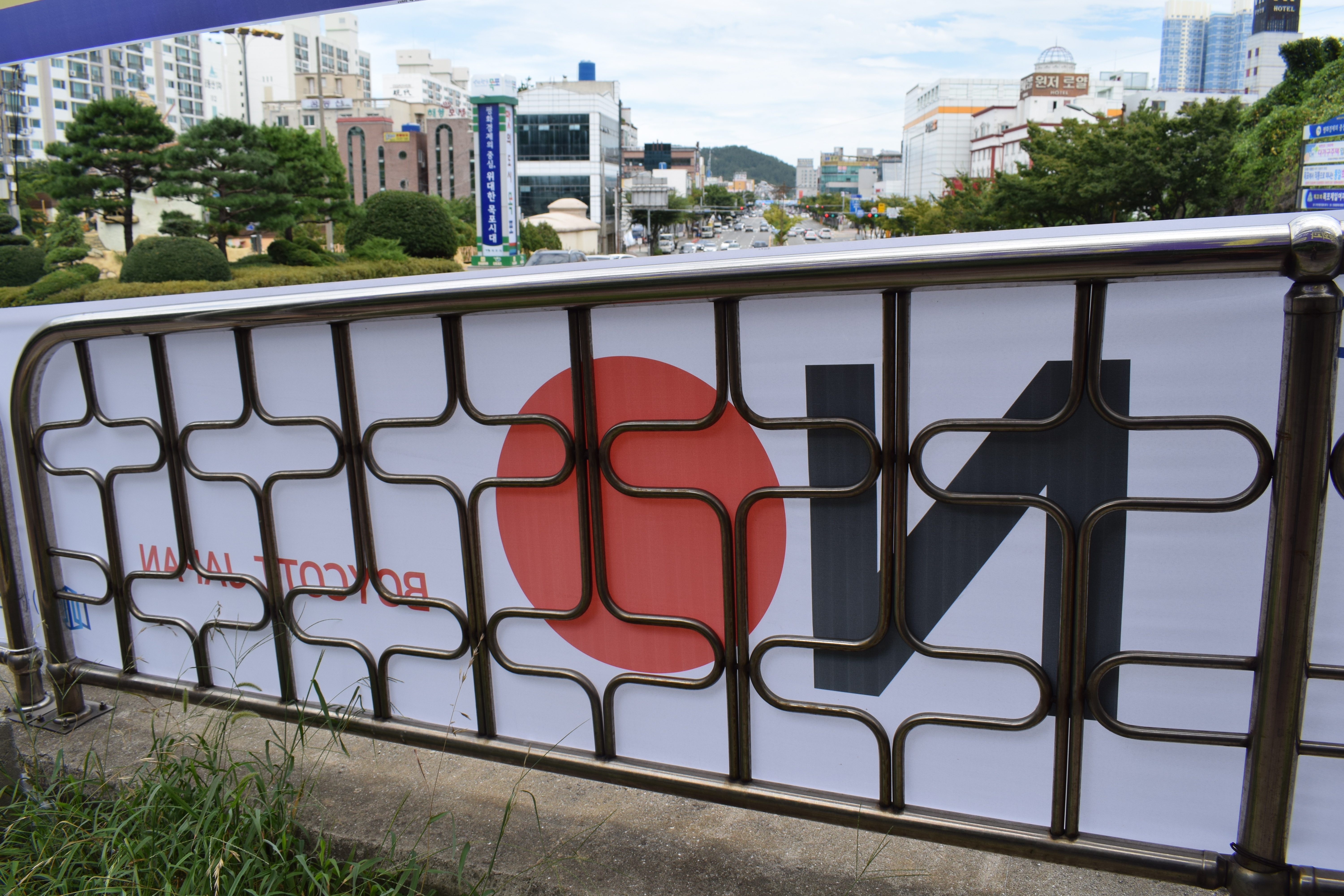
Bannière anti-japonaise à Mokpo.

### Précédent de dispute
La Corée du Sud et le Japon comptent parmi les plus grandes économies mondiales, classant 3ème (Japon) et 11ème   (Corée du Sud), respectivement, en termes de PIB.
La Corée du Sud, premier producteur mondial de puces mémoire, et le Japon, premier fournisseur de matériaux essentiels à la fabrication de puces, ont jusqu'ici servi de berceau à des produits technologiques tels que les smartphones ou les ordinateurs personnels.
La Corée du Sud abrite Samsung Electronics, LG Electronics et SK Hynix, des entreprises qui représentent ensemble les deux tiers de la production mondiale de puces de mémoire.
Au Japon, JSR Corporation (ja), Shōwa Denkō, Shin-Etsu Chemical, et Kantō Denka Kōgyō (ja), produisent 90% de la production mondiale de polyimide fluoré et de photorésine, tous deux utilisés pour les écrans LCD et OLED, et 70% de fluorure d'hydrogène, utilisé pour la fabrication de mémoires flash LSI, DRAM et NAND.
La Corée du Sud a désespérément besoin de matières premières japonaises pour répondre aux besoins de la production de ses semi-conducteurs et matériaux électroniques. La Corée du Sud importe 94 % de polyimide fluoré, 92 % de résine photosensible et 44 % de fluorure d'hydrogène en provenance du pays qui produit les matériaux, selon les données de Korea International Trade Association (en).
Par ailleurs, l'approvisionnement du Japon en ses trois matériaux dépendait de la Corée du Sud avec 22,5%, 11,6 % et 85,9 % de leurs exportations respectives venant de Corée du Sud.
La Corée du Sud et le Japon entretiennent des relations diplomatiques depuis décembre 1965, à la suite de la signature du traité de normalisation du 22 juin 1965, conclu en juin de la même année, les deux pays étant des voisins proches et deux des plus puissants alliés des États-Unis en Asie, pour contrer l'influence de la Chine, de la Russie et de la Corée du Nord.
Cependant, leurs relations se sont fortement détériorées en raison de nombreux différends, tels que le contentieux sur les rochers Liancourt (différend relatif à «Dokdo», connu sous le nom de « Takeshima » en japonais), les questions concernant la réparation des mauvais traitements infligés à des citoyens coréens lors de la Seconde Guerre mondiale, ainsi que de nombreux autres litiges impliquant les deux pays.

### La Question des femmes de réconfort

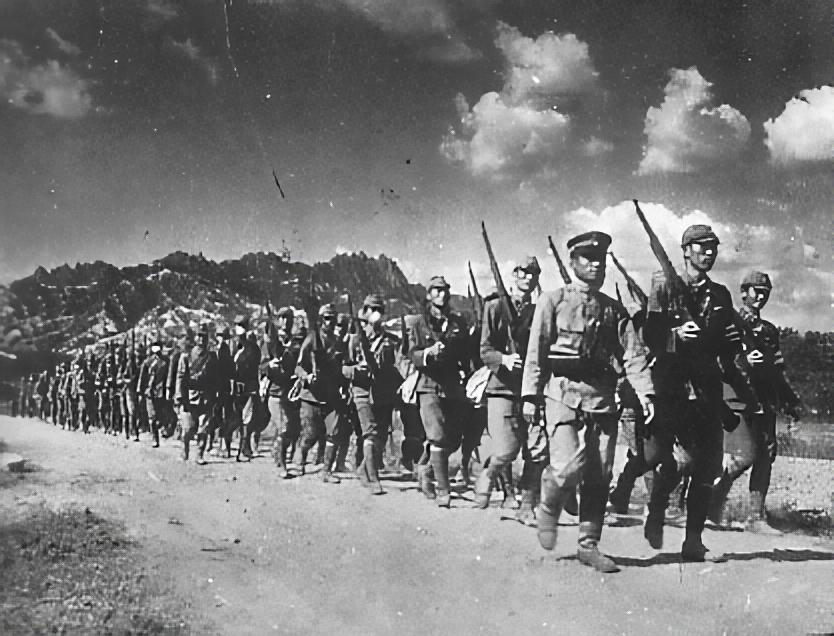
Jeunes coréens volontaires dans l'armée impériale japonaise pendant la Seconde Guerre mondiale.

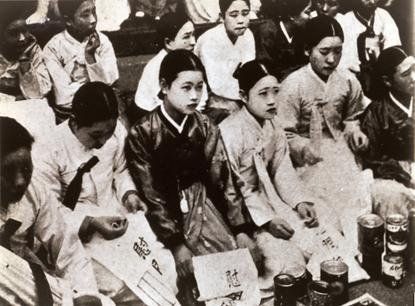
Enfants coréens munis de « sacs de réconfort » utilisés pendant la domination coloniale japonaise dans les années 1930 ou 1940.

La question des femmes de réconfort était une question principale qui entravait les relations entre les deux pays.
Au cours de la colonisation japonaise dans la péninsule coréenne, de nombreux Coréens du Nord et du Sud ont été contraints de travailler dans des dizaines d'entreprises japonaises, souvent dans des conditions brutales.
Au cours de la Seconde Guerre mondiale, de nombreuses entreprises ont été contraintes de construire de nombreux équipements pour la guerre contre les Alliés.
Par exemple, elles ont été contraintes de travailler dans une usine Mitsubishi à Nagoya en 1944.
Le 28 décembre 2015, le Japon et la Corée du Sud sont convenus de signer un accord concernant le règlement du problème des femmes de réconfort au cours de la Seconde Guerre mondiale.
Ce dernier accord a été jugé définitif et irréversible si le Japon s'acquittait de ses responsabilités. Le Japon a accepté de verser un milliard de yens (8,3 millions de dollars ou  7,5 millions d'euros) de dédommagement aux quarante-six «femmes de réconfort» sud-coréennes encore en vie et reconnaît sa «responsabilité».
Le premier ministre japonais, Shinzo Abe, a également exprimé aux victimes ses « excuses et son repentir, du plus profond de son cœur » via le ministre des affaires étrangères japonais, Fumio Kishida.
Cependant, de nombreuses personnes en Corée du Sud ont protesté contre cet accord parce qu'elles réclamaient ce qu'elles appellent des excuses sincères du Japon et une indemnisation officielle des victimes.
Le 21 novembre 2018, le gouvernement du président Moon Jae-in a annoncé qu'elle renonçait à l'accord de 2015 relatif aux femmes de réconfort et à la dissolution de la fondation japonaise de réconfort, financée par le Japon, créée en juillet 2016 pour financer l'accord controversé règlement.

## Chronologie

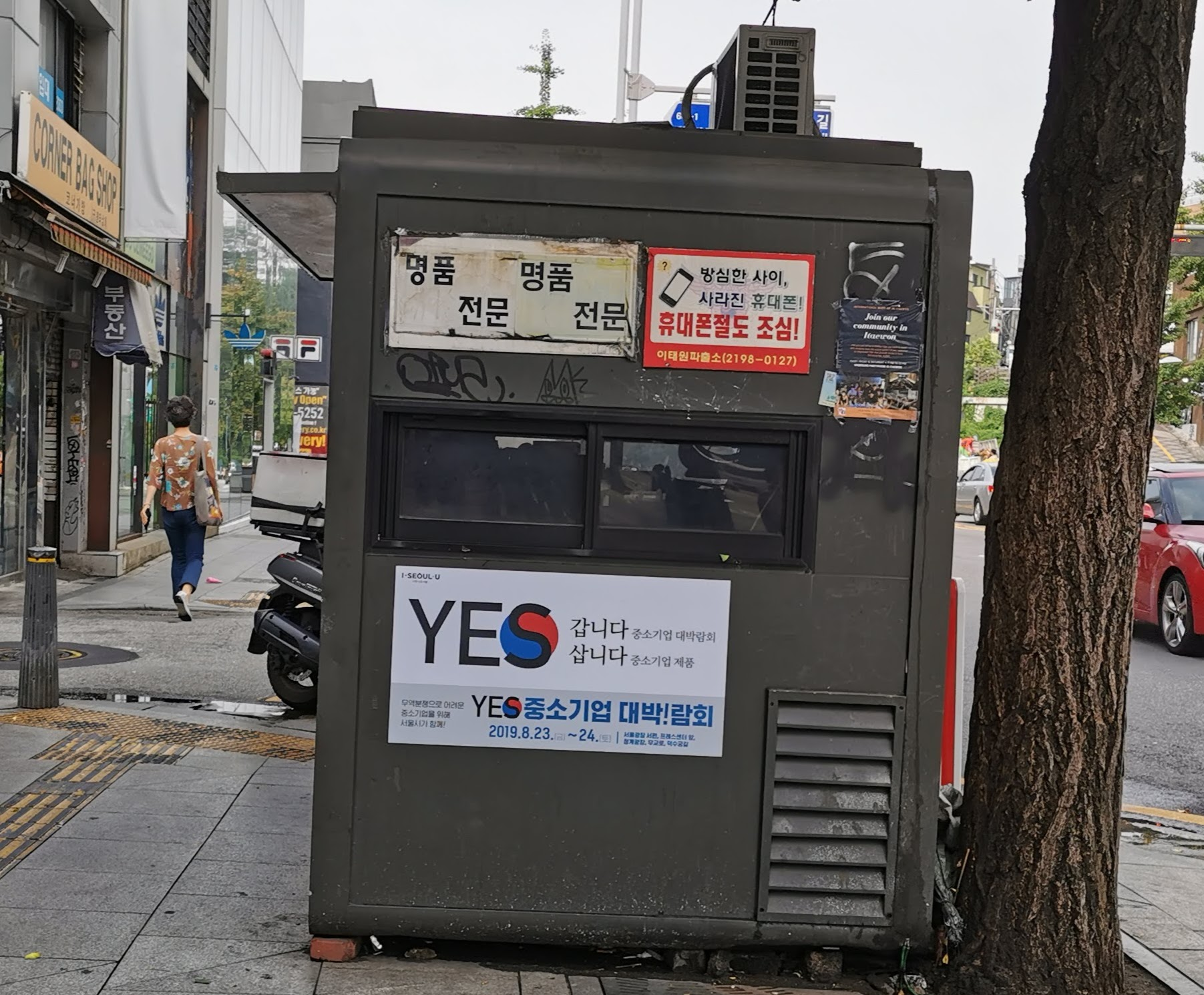
Poster invitation pour acheter des produits coréens à Séoul.

La guerre commerciale est commencée parce que la Cour suprême de Corée du Sud a rendu une décision enjoignant à plusieurs sociétés japonaises, notamment Mitsubishi Heavy Industries et Nippon Steel, d'indemniser les familles de Sud-Coréens injustement traitées et contraintes à fournir de la main-d'œuvre illégale durant la Seconde Guerre mondiale.
Le gouvernement japonais a protesté contre les décisions, affirmant que la question avait été réglée en vertu du traité de 1965 sur la normalisation des relations entre les deux pays.
Le 1er juillet, le Japon a annoncé qu'il restreindrait les exportations de produits chimiques essentiels au secteur des semi-conducteurs sud-coréen. Le fluorure d'hydrogène, la photorésine et le polyimide fluoré sont des matériaux soumis à restrictions.
Le gouvernement de la Corée du Sud a condamné la décision du gouvernement japonais, car il considère que ces restrictions sont des représailles économiques.
Dans un communiqué de presse concernant les restrictions à l'exportation, le ministère de l'Économie, du Commerce et de l'Industrie (METI) du Japon a exprimé un manque de confiance envers le système de contrôle et de restriction des exportations de la Corée du Sud, ainsi qu'une autre raison pouvant justifier les restrictions.
Selon certains médias, la Corée du Sud aurait transmis des produits chimiques réglementés aux Émirats Arabes Unis, à l'Iran ou à la Corée du Nord pour fabriquer des armes de destruction massive. Par exemple, le radiodiffuseur japonais Fuji TV et le journal japonais Sankei Shimbun ont rapporté qu'au cours des quatre dernières années (de 2015 à mars 2019), la Corée du Sud avait trouvé 156 cas d’exportations non autorisées de produits stratégiques qui sont secrètement exportés vers d'autres pays.
La Corée du Sud rejette des allégations selon lesquelles des entreprises sud-coréennes auraient transféré des matériaux stratégiques à la Corée du Nord.
Le ministre sud-coréen du Commerce, de l'Industrie et de l'Énergie, Sung Yun-mo, a déclaré qu'une inspection d'urgence menée auprès d'entreprises importatrices de produits chimiques du Japon, n'avait révélé aucune preuve de leur exportation en Corée du Nord, et que les allégations du Japon étaient sans fondement et devraient être arrêtées.
Cela provoque un boycott des produits japonais par la population coréenne et, le 19 juillet, un Sud-Coréen septuagénaire s'immole dans sa voiture devant l'ambassade du Japon de Séoul. Une vingtaine de bouteilles de gaz étant également retrouvées dans son véhicule.
Le Japon et la Corée du Sud ont été saisis de restrictions à l'exportation imposées par le Japon à du Conseil général de l'Organisation mondiale du commerce (OMC) à Genève, le 24 juillet.
Le Japon a envoyé la directrice générale des affaires économiques du ministère des Affaires étrangères, Shingo Yamagami. La Corée du Sud a également envoyé le vice-ministre du Commerce, Kim Seung-ho.
Le 2 août, le Japon et la Corée du Sud se sont mutuellement supprimés des pays avec lesquels ils disposent d'un traitement de faveur en termes de commerce, les dégradant de la catégorie des États A (traitement de faveur) à celle des États B (autorisation spéciale obligatoire).
Cette mesure pourrait contraindre les exportateurs sud-coréens à effectuer de lourdes démarches administratives pour obtenir des licences d’exportation au Japon, ce qui pourrait ralentir les livraisons d’un éventail de produits pouvant servir à la fabrication d'armes.
La liste de produits concernés comporte quinze catégories regroupant chacune des dizaines de produits, allant des armes à divers appareils électroniques, en passant par des produits chimiques, des matériaux avancés ou encore des équipements pour les navires,,.
Cette disposition prend effet le 28 août.
Le vice-ministre des Affaires étrangères Cho Sei-young a exprimé ses «profonds regrets» et a convoqué l'ambassadeur du Japon en Corée du Sud, Yasumasa Nagamine, pour protester contre cette décision.
Le 12 août, la Corée du Sud a annoncé ce que Tokyo retirait de sa liste de partenaires commerciaux dignes de confiance, après l'avoir retardé de quelques jours. Les entreprises sud-coréennes qui veulent vendre au Japon seront soumises à plus de formalités et à de plus longs délais d'attente.
La disposition en vigueur le 18 septembre 2019.
Le ministre du commerce, Sung Yun-Mo, dit que Séoul a décidé de supprimer le Japon des vingt-neuf membres de la « liste blanche » des pays bénéficiant d’un minimum de restrictions dans le commerce, car il a omis de respecter les principes internationaux en gérant le contrôle de l'exportation pour les matières sensibles.
Dans le cadre du nouveau système de classification, le ministère du Commerce classe ses partenaires commerciaux en trois groupes, contre deux précédemment, plaçant le Japon dans le groupe intermédiaire.
Les entreprises sud-coréennes, exportant des biens stratégiques vers le Japon, devront soumettre cinq documents pour chaque article. Le processus d'approbation passera de cinq à environ quinze jours.
Le 22 août, la Corée du Sud supprime un accord de coopération en termes de renseignement militaire avec le Japon.
Le GSOMIA (General Security of Military Information Agreement/Accord sur la sécurité générale des informations militaires), signé en 23 novembre 2016, vise à rationaliser le partage de renseignements entre les alliés des Etats-Unis. Il a permis à Séoul et Tokyo de partager des informations relativement rapidement, principalement sur la Corée du Nord. Il avait été automatiquement renouvelé jusqu'ici, aucune des deux parties n'ayant cherché à l'abandonner durant le délai de préavis de trois mois.
Kim You-geun, le directeur-adjoint du bureau de la sécurité nationale de la Maison bleue, dit que « Nous avons décidé qu’il n’était pas dans l’intérêt national de maintenir l’accord ».
GSOMIA devait initialement expirer le 23 novembre 2019, mais le gouvernement avait suspendu cette décision vendredi 22 novembre.

### Efforts pour résoudre le différend

#### Poursuite devant l'Organisation Mondiale du Commerce et négociations
Le 11 septembre 2019, la Corée du Sud a annoncé qu'elle déposerait plainte devant l'Organisation mondiale du commerce (OMC) à propos des restrictions imposées par Tokyo sur les exportations sud-coréennes.
La ministre du Commerce, Yoo Myung-hee, a déclaré lors de la conférence de presse "La restriction des livraisons de trois produits chimiques est motivée par une décision de la Cour suprême sur la question du travail forcé",.
Lors d'une conférence de presse, le 20 septembre, le ministre japonais du Commerce, Isshu Sugawara, a convenu de tenir des pourparlers avec la Corée du Sud dans le cadre d'un règlement du différend à l'OMC.
La Corée du Sud et le Japon ont débuté leurs pourparlers bilatéraux le 11 octobre à Genève, Suisse, pour discuter du différend commercial qui les oppose, la première étape vers une résolution du différend porté devant l'Organisation mondiale du commerce (OMC),. Mais les deux côtés ne parviennent pas à réduire la différence.
Le 19 novembre, la deuxième série de pourparlers bilatéraux a eu lieu. La négociation a duré six heures,. Mais les deux pays n'arrivent toujours pas à résoudre le différend,.

#### Rencontre bilatérale entre deux chefs d'État et de gouvernement
Afin de résoudre les différends commerciaux et historiques entre les deux pays, le président et le premier ministre de la Corée du Sud et du Japon ont tenu une série de réunions bilatérales.
La première réunion a eu lieu le 24 octobre 2019. Le Premier ministre japonais Shinzō Abe a rencontré son homologue coréen le Premier ministre Lee Nak-yeon à Tokyo, deux jours après la cérémonie d'intronisation du nouvel empereur japonais.
La deuxième réunion a eu lieu en novembre, au sommet de l'ANASE (Association des nations de l'Asie du Sud-Est) à Bangkok, où Shinzō Abe et Moon Jae-In ont eu une conversation d'onze minutes,,.

## Réactions

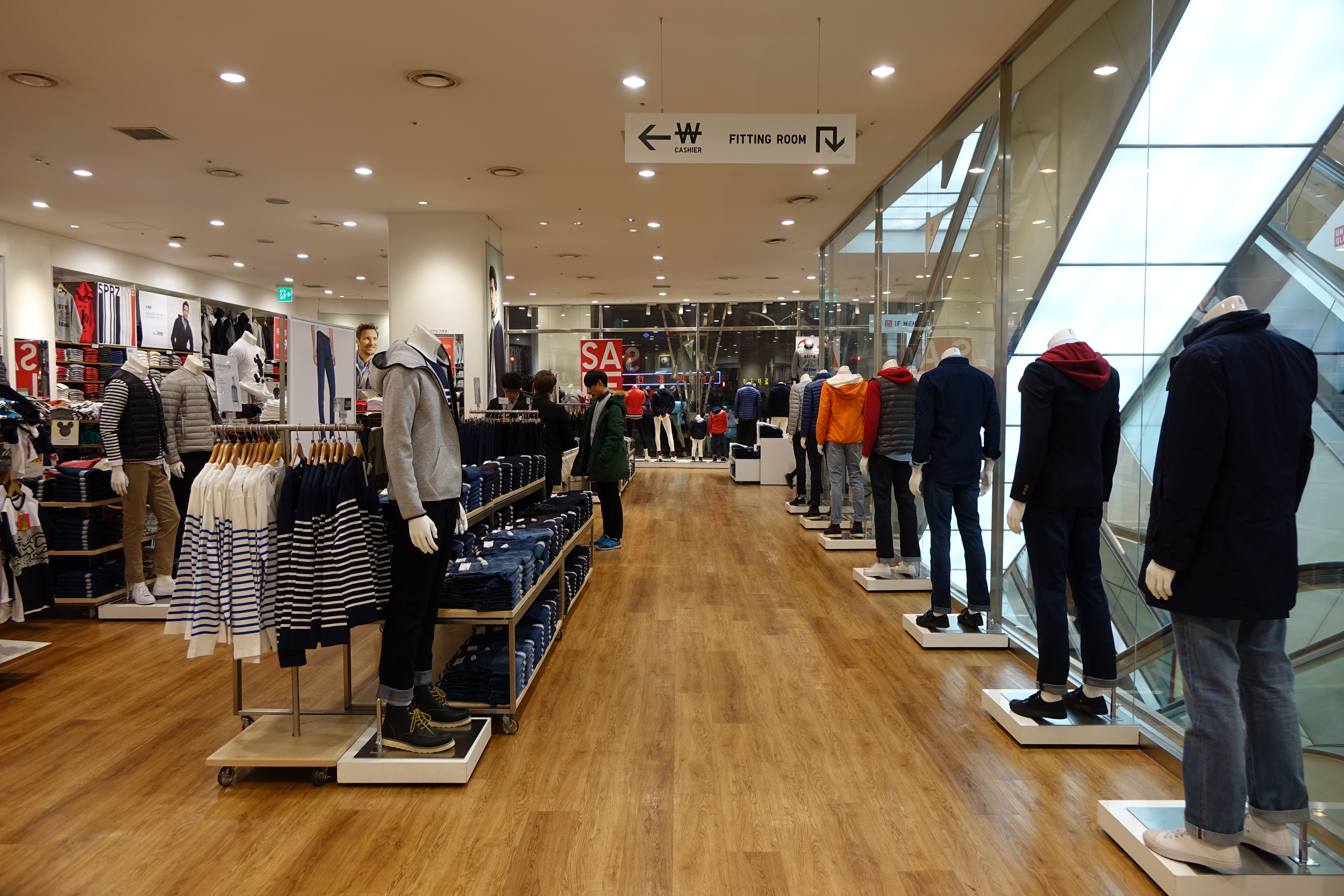
Un magasin Uniqlo en Corée du Sud. Uniqlo est l'une des nombreuses marques japonaises touchées par le boycott sud-coréen.

### Au Japon
Au Japon, une écrasante majorité de commentaires publics ont soutenu l’exclusion de la Corée du Sud.
Un sondage d’opinion mené conjointement par Sankei Shimbun et FNN immédiatement après l’annonce de l’exclusion a révélé que le «soutien» était de 67,6 %, dépassant considérablement 19,4 % des «non-soutiens».
Le nombre de touristes sud-coréens en visite au Japon a diminué de 48 % en août pour s'établir à 308 700, nombre le plus bas enregistré depuis mai 2016, selon l'Office national du tourisme japonais.
Cependant, le nombre total de visiteurs entrants a légèrement diminué de 2,2 %, en raison d'une augmentation significative du nombre de visiteurs en provenance d'autres pays.

### En Corée du Sud
En réponse aux décisions du gouvernement japonais, de nombreuses personnes et organisations non gouvernementales sud-coréennes ont annoncé leur intention de boycotter les produits et services japonais,.

Touristes sud-coréens au Japon.

Le boycott des produits japonais a entraîné une forte baisse des ventes de produits japonais dans le secteur automobile, les ventes combinées de voitures japonaises se sont établies à 1 398 unités en août, soit plus que la moitié en moins qu'un an auparavant.
Par marque, Toyota a vu ses ventes d'août chuter de 59,1 % en un an à 542 unités, tandis que Honda a enregistré une chute de 80,9 % de ses ventes en un an à 138 unités.
Enfin, les ventes de voitures de Nissan sont en baisse de 87,4 % sur un an pour atteindre 57 unités, selon les données de l'Association Coréenne des importateurs et distributeurs d'automobiles (KAIDA).
Dans le secteur de la bière, les entreprises japonaises ont exporté en août pour 223 000 dollars (201 430 euros) de bières vers la Corée du Sud, a annoncé l'Institut coréen de promotion des statistiques commerciales (KTSPI), contre 7,57 millions de dollars sur la même période l'an dernier, soit une chute de 97 %.

### Points de vue d'analystes
D'après la politologue japonaise Kan Kimura : « Les autorités japonaises croyaient que la mesure de restriction commerciale ferait reculer Séoul sur le dossier du travail forcé. C’était une démonstration de force pour confirmer la supériorité du Japon ».